# Euxoa robiginosa
Euxoa robiginosa là một loài bướm đêm thuộc họ Noctuidae. Nó được tìm thấy ở Thổ Nhĩ Kỳ, Iraq, miền bắc và tây nam Iran, Liban, Israel và Jordan.
Con trưởng thành bay vào tháng 10. Có một lứa một năm.